# Хенрик Седин
Хенрик Седин (швед. Henrik Sedin; Ерншелдсвик, 26. септембар 1980) је бивши шведски хокејаш који је читаву своју НХЛ каријеру провео у Ванкувер канаксима. Играо је на позицији центра.

## Каријера

### Модо
Са 16 година Хенрик је почео играти хокеј заједно са својим братом близанцем Даниелом у шведском клубу Модо. На крају сезоне 1997/98. Хенрик и Данијел били су проглашени добитницима Златног пака, награде која се додељује шведском играчу године. У овој сезони
Хенрик је одиграо 39 меча, постигао 1 гол и имао 4 асистенције.
Следеће сезоне је одиграо 49 меча, постигао је 12 гола, имао 22 асистенције и освојио укупно 34 поена.
Хенрик Седин је 27. јула 1999. потписао трогодишњи уговор са Канаксима. Како уговор није захтевао да почне игра у Ванкуверу одмах он се вратио у Шведску да игра још једну сезону за Модо. Током сезоне 1999/00, Хенрик је освојио 47 бодова у 50 утакмица.

### Ванкувер канакси
За Ванкувер канаксе је дебитовао у сезони 2000/01. У дебитантској сезони је остварио 29 поена на 82 меча.
Следеће сезоне је поправио учинак на 36 гола, а Ванкувер канакси су елиминисани у 1. колу плеј офа од Детроит ред вингса.
Током штрајка играча у НХЛ-у у сезони 2004/05 Хенрик се вратио у Шведску да игра за Модо заједно са братом Данијелом и клупским колегом Маркусом Неслундом. Завршио је сезону са 36 поена у 44 утакмице и био трећи поентер екипе.
Након завршетка штрајка играча и повратка у НХЛ, у сезони 2005/06, Хенрик је постигао 75 поена, завршивши други у тиму иза Неслунда.
У сезони 2006/07. Хенрик Седин је постао први центар канакса. Хенрик је са 81 поеном поставио свој лични рекорд по броју остварених бодова. То је помогло канаксима да се пласирају у плеј оф, где су поражени у полуфиналилу западне конференције од Анахајм дакса.
У сезони 2007/08, Хенрик је био изабран да игра за Западну конференцију Ол стар утакмицу против Истока, први пут у својој каријери. у овој сезони је остварио 76 поена.
Следеће сезоне је постигао 22 гола и имао 82 поена. Помогао је Ванкуверу да стигне до плеј офа где су поражени у полуфиналу од Чикаго блекхокса.
У сезони 2009/10. освојио је Арт Росов трофеј као играч са највише поена (112) у регуларном делу сезоне, док су иза њега остали Сидни Крозби и Александар Овечкин са 109 поена, као и Хартов меморијални трофеј као најкориснији играч лиге. Канакси су и ове године елиминисани у полуфиналу западне конференције, а од њих су опет били бољи Чикаго блекхокси.
Сезону 2010/2011. је завршио са 94 поена, постигавши 19 гола и остваривши 75 асистенције. Био је један од најзаслужнијих што су се канакси пласирали у финале Стенли купа где су поражени у седам утакмица од Бостон бруинса.

### Репрезентација
За Репрезентацију Шведске дебитовао је на Светском првенству 1999. у Норвешкој када су Швеђани освојили бронзану медаљу. Седин има освојену бронзану медаљу и са Светског првенства 2001. у Немачкој.
Највећи успех са репрезентацијом је остварио на Зимским олимпијским играма 2006. у Торину где је освојена златна медаља.

### Каријера након пензионисања
12. фебруара 2020. каканкси су повукли Хенриков број 33 из употребе, заједно са бројем 22, који је носио његов брат Данијел.
On 12 February 2020, Henrik's number 33 would be raised to the rafters alongside his brother Daniel's number 22 in an hour-long jersey retirement ceremony, the culmination of a week-long celebration of the twins' career.